# تاتيانا ليبيديفا
تاتيانا رومانوفا ليبيديفا (الروسية: Татьяна Романовна Лебедева) هي متسابقة قفز طويل وعالي روسية ولدت في يوم 21 يوليو 1976 في مدينة سترليتاماك في روسيا. أبرز انجازاتها هو فوزها بالميدالية الذهبية في دورة الألعاب الأولمبية الصيفية 2004 في أثينا في القفز الطويل، وفازت بالميدالية البرونزية في نفس الدورة في مسابقة القفز الثلاثي، وفازت بالميدالية الفضية في دورة الألعاب الأولمبية الصيفية 2000 في سيدني. كما فازت بأربعة ميداليات بطولة العالم منها ثلاثة ميداليات ذهبية وفضية.